# Design Center Baden-Württemberg

Logo

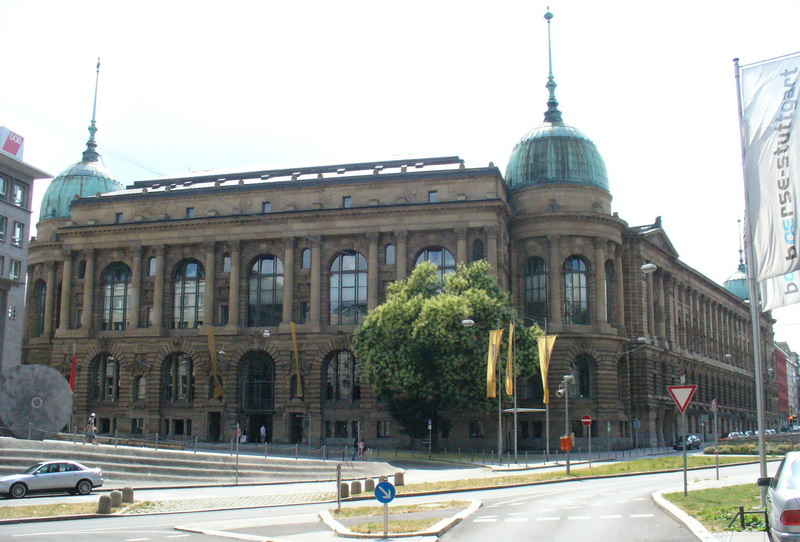
Haus der Wirtschaft Baden-Württemberg in Stuttgart

Ehemaliges Logo

Das Design Center Baden-Württemberg (bis Anfang des Jahres 2014: Design Center Stuttgart) ist
eine staatliche Einrichtung, die den Austausch zwischen Industrie und Kreativwirtschaft unterstützt.
Das Design Center ist eine der ältesten Einrichtungen seiner Art des Landes Baden-Württemberg und zugleich das einzige staatliche Designzentrum der Bundesrepublik.
Das Center ist institutionell dem Regierungspräsidium Stuttgart angegliedert.

## Aufgabe
Seine Aufgabe ist die Wirtschaftsförderung des Landes, indem es den „Dialog zwischen Industrie und Designwirtschaft“ fördert.
Es befindet sich in Stuttgart-Mitte und informiert in wechselnden Ausstellungen über aktuelle Gestaltungstrends.
Seminare, Workshops, Kongresse, Beratungen und die Designbibliothek komplettieren das Angebot im Haus der Wirtschaft Baden-Württemberg.

## Internationaler Designpreis Baden-Württemberg
Das Design Center schreibt jedes Jahr den „Internationalen Designpreis Baden-Württemberg“ aus. Der Staatspreis wird Herstellern und Designern zukunftsweisender, professioneller und herausragender Projekte sowie Gestaltungsleistungen verliehen. Die Auszeichnungen ergehen als „Focus in Gold“, „Focus in Silber“ und „Focus Special Mention“. Die Focus-Themen wechseln jährlich. Der ausgelobte Wettbewerb blickt auf eine lange Tradition zurück und genießt aufgrund seiner hohen Anforderungen an die Präsentanten internationales Ansehen.

## Geschichte
Thematische Vorläuferin war die 1850 durch Ferdinand von Steinbeis eingerichtete museale „Vorbildsammlung“ ausgezeichneter Gewerbeerzeugnisse.
Das Design Center wurde 1962 unter dem Namen „LGA-Zentrum Form“ als eine Einrichtung des Landesgewerbeamtes gegründet. 1969 erfolgte die Umbenennung in „Design Center Stuttgart“. Mit der Auflösung des Landesgewerbeamtes wurde das Design Center 2004 eine Einrichtung des Regierungspräsidiums Stuttgart. 2014 wurde das Design Center Stuttgart in Design Center Baden-Württemberg umbenannt.